# Мисс Переполох
«Мисс Переполо́х» (англ. She's Funny That Way) — американская комедия 2014 года, снятая режиссёром Питером Богдановичем. Главные роли в фильме исполнили: Имоджен Путс, Оуэн Уилсон, Дженнифер Энистон. Это был первый фильм, снятый Богдановичем за 13 лет после фильма «Смерть в Голливуде», и последний перед его смертью 6 января 2022 года.
Премьера фильма состоялась на Венецианском кинофестивале 29 августа 2014 года. .

## О названии
Рабочее название фильма «Squirrels to the Nuts» (рус. Белочки для орешков), фраза неоднократно звучащая в фильме, своего рода визитная карточка одного из главных героев. Слова являются цитатой из фильма «Клуни Браун» (1946), известного американского режиссёра немецкого происхождения Эрнста Любича, произнесённой американским актёром французского происхождения Шарлем Буайе.

## О создании фильма
Сценарий был написан Питером Богдановичем и его бывшей женой Луизой Страттен в 2005 году. В 2010 году, Уэс Андерсон и Ной Баумбах предложили свою поддержку, согласившись стать исполнительными продюсерами.
Основные съёмки начались в Нью-Йорке 11 июля 2013 года и длились 29 дней.

## Сюжет
Молодая, взошедшая звёздочка Изабелла Паттерсон (Имоджен Путс) вспоминает свой путь от агентства эскорт-услуг до Голливуда. О том, как встреча с театральным режиссёром Арнольдом Альбертсоном (Оуэн Уилсон) в корне изменила жизнь многих героев рассказа, а она сама стала гёрлфренд Квентина Тарантино.

## В ролях
- Имоджен Путс — Иззи Финкельштейн / Зажигалка / Изабелла Паттерсон
- Оуэн Уилсон — театральный режиссёр Арнольд Альбертсон
- Кэтрин Хан — Дельта Симонс, жена Арнольда Альбертсона
- Дженнифер Энистон — Джейн Кларемонт, психоаналитик
- Рис Иванс — Сет Гильберт, театральная звезда
- Уилл Форте — Джошуа Флит, драматург, бойфренд Джейн
- Джордж Морфоген — Харольд Флит, отец Джошуа, частный детектив
- Сибилл Шеперд — Нетти Финкельштейнн, мать Изабеллы Паттерсон
- Ричард Льюис — Эл Финкельштейн, отец Изабеллы Паттерсон
- Остин Пенделтон — судья Пендергаст, клиент Зажигалки
- Деби Мейзар — Вики, хозяйка агентства эскорт-услуг
- Иллеана Дуглас — Джуди, интервьюер
- Това Фелдшу — Мириам
- Джоанна Ламли — Вивьан Клермонт, мать Джейн, психоаналитик
- Джон Робинсон — Андре
- Ана О’Райли — одна из бывших проституток, чью жизнь изменил «Дерек» (Арнольд Альбертсон)
- Люси Панч — проститутка Вики, иностранка
- Квентин Тарантино — бойфренд Изабеллы Паттерсон (камео)

## Прокат
Прокат в ОАЭ и Чехии начался 30 апреля 2015 года, в России и на Украине — 7 мая 2015 года, в Австралии, Аргентине и Новой Зеландии — 27 августа 2015 года.